# I giganti (film 1955)
I giganti (Gas-oil) è un film del 1955 diretto da Gilles Grangier.